# Schaluschka
Schaluschka (russisch Шалу́шка; kabardinisch Щхьэлыкъуэ/Schhelyqwe) ist ein Dorf (selo) in der Republik Kabardino-Balkarien in Russland mit 11.158 Einwohnern (Stand 14. Oktober 2010).

## Geographie
Der Ort liegt am Nordrand des Großen Kaukasus etwa 6 km Luftlinie nordwestlich des Zentrums der Republikhauptstadt Naltschik am linken Ufer des gleichnamigen Flusses, der über  Urwan und Tscherek dem Baksan zufließt, und dessen linken Zufluss Kamenka.
Schaluschka gehört zum Rajon Tschegemski und befindet sich etwa 4 km südlich des Zentrums von dessen Verwaltungssitz Tschegem. Das Dorf ist Sitz und einzige Ortschaft der Landgemeinde (selskoje posselenije) Schaluschka.

## Geschichte
Das genaue Gründungsjahr des Ortes ist unbekannt; Überreste von Grabstätten deuten auf eine Besiedlung seit dem 13. Jahrhundert hin. In der ersten Hälfte des 19. Jahrhunderts lagen auf dem Territorium des heutigen Dorfes die kabardinischen (tscherkessischen) Aule mit den russifizierten Namen Dautokowo, Kunischewo, Laukezewo und Schardanowo. 1865 wurden sie unter dem Namen Schardanowo, des größten der Aule, vereinigt. Nach der Oktoberrevolution wurde diese Bezeichnung 1920 als Ableitung vom Namen einer Adelsfamilie durch den Namen des Flusses ersetzt, russifiziert aus dem kabardinisch-tscherkessischen schhel (щхьэл) für Mühle und qwe (къуэ) für Schlucht, Tal, also etwa „Mühlental“.

### Bevölkerungsentwicklung
| Jahr | Einwohner |
| ---- | --------- |
| 1970 | 5.760     |
| 1979 | 7.538     |
| 2002 | 11.240    |
| 2010 | 11.158    |

Anmerkung: Volkszählungsdaten

## Verkehr
Am nordöstlichen Rand des Dorfes führt die alte Trasse der föderalen Fernstraße R217 Kawkas (ehemals M29) vorbei, die dort zur mehrspurigen Schnellstraße ausgebaut Naltschik und Tschegem verbindet. Die durch das Dorf verlaufende Straße setzt sich durch das westlich unmittelbar anschließende Dorf Janikoi nach Letschinkai fort, wo es in die dem Fluss Tschegem aufwärts folgende Straße einmündet.
Die nächstgelegene Bahnstation befindet sich in Naltschik.